# Zeng Gong
Zeng Gong (Nanfeng, 30 septembre 1019-Nankin, 30 avril 1083) (chinois : 曾鞏, Zigu : 子固) est un érudit et un historien de la dynastie Song en Chine et l'un des défenseurs du « Mouvement de la nouvelle prose classique » (新古文運動). Il est considéré comme l'un des « Huit Maîtres de la prose ancienne (guwen) des dynasties Tang et Song » (唐宋八大家).

## Biographie
Zeng Gong naît en 1019 à Nanfeng (南豐), Jianchang (建昌) (actuel Nanfeng, province de Jiangxi). On dit de lui qu’à peine âgé de douze ans, il écrit Liù lùn 六論 (« Six essais »). Après que ce travail est louangé par Ouyang Xiu, un des maîtres à penser de son époque, Zeng Gong acquiert une large notoriété dans le monde littéraire.
À l’âge de 18 ans (en 1037), il déménage dans le canton de Yushan 玉山縣 (dans l’actuel Jiangxi) pour accompagner son père Zeng Yizhan 曾易占, qui avait été nommé magistrat. En Yushan, il voyagea amplement à l’intérieur de sa région et écrivit son Xinzhou Yushan xiaoyan ji (遊信州玉山小岩記). Ce travail est divisé en cinq sections. La première décrit la géographie de Yushan, suivie des sections sur les grottes, les roches, etc. Les descriptions de Zeng dans son jeune âge démontrent son vécu imaginatif et son talent littéraire. À  20 ans, Zeng Gong voyage intensivement par toute la Chine.
En 1057, Zeng Gong atteint le grade de jinshi  et est désigné à un poste militaire dans les provinces. L’année suivante, il est requis à la capitale et incorporé au département d’histoire, collectant et rédigeant des documents. À partir de 1069, il est désigné successivement comme dirigeant de Qizhou 齊州, Xiangzhou 襄州, Hongzhou 洪州, Fuzhou 福州, Mingzhou 明州 et Bozhou 亳州. En 1080, sur la route à une nouvelle destination en Cangzhou (滄州), il lui est accordé une audience auprès de l’Empereur Shenzong. Celui-ci, impressionné, permet à Zeng de rester dans la capitale pour y réaliser un travail sur l’histoire de la période des Cinq Dynasties. Zeng Gong est nommé assistant du « Maître des écrivains » (中書舍人) en 1082.  Il décède l’année suivante en Jiangning 江寧. Le nouveau monarque, l’empereur Lizong lui octroie le titre posthume de Wending (文定).

## Œuvres
Zeng Gong a écrit environ quatre cents poèmes dans sa vie, et de nombreux essais. Son style d’écriture en prose était plutôt discursive qu’argumentative. En termes de philosophie politique, Zeng a été un ferme partisan de Ouyang Xiu ; raison pour laquelle, sa réputation comme maître d’une des Huit Grandes Écoles de philosophie a été largement assombrie à cause de son mentor. Parmi les ouvrages compilés de Zeng Gong, se trouvent cinquante chapitres de Yuanfeng lei gao (元豐類稿), quarante chapitre du Xu yuanfeng lei gao (續元豐類稿) et trente chapitres du Longping ji (隆平集).